# Atimura laosica
Atimura laosica là một loài bọ cánh cứng trong họ Cerambycidae.